# Türk Deniz Kuvvetleri
Türk Deniz Kuvvetleri è la denominazione ufficiale della marina militare della Turchia. Al tempo dell'Impero ottomano era una delle prime potenze del Mar Mediterraneo e la sua denominazione ufficiale era, in ottomano: دونانمای همایون, Donanma-yı humâyûn.

## Storia
Al termine della prima guerra mondiale, con la fine dell'Impero e la nascita della Repubblica, fondata nel 1923 da Mustafa Kemal Atatürk, la marina turca è rinata raccogliendo l'eredità e la flotta della marina ottomana.
Al termine della seconda guerra mondiale la Turchia, entrata a far parte della NATO, ricevette nell'ambito del Mutual Defense Assistance Program dalla US Navy numerose unità sia di superficie sia subacquee, quali i cacciatorpediniere classe Fletcher, Gearing e Allen M. Sumner e i sommergibili Classe Balao, classe Tench e classe Tang.
La Marina turca ebbe un sostanziale ammodernamento a partire dalla seconda metà degli anni settanta con i sottomarini Classe U-209 di fabbricazione tedesca, così come di progettazione tedesca furono i materiali che costituirono l'ammodernamento più consistente negli anni ottanta e novanta con l'entrata in servizio delle fregate tipo MEKO 200.
La Marina Turca oltre che della NATO fa parte, a partire dal 2001, della BLACKSEAFOR.

## TCG
Il prefisso TCG che contraddistingue le unità navali della Marina Turca indica Türkiye Cumhuriyeti Gemisi, che in turco significa Nave della Repubblica Turca.

## Flotta

### Navi (a febbraio 2019[2])
| Fregate (16 in servizio)                            |                                                                                |
| 2                                                   | classe Salihreis (MEKO 200 TN IIB)                                             |
| 2                                                   | classe Barbaros (MEKO 200 TN IIA)                                              |
| 4                                                   | classe Yavuz (MEKO 200 TN I)                                                   |
| 8                                                   | classe G (Ex-classe Oliver Hazard Perry) (under GENESIS modernization project) |
| Corvetta (10 in servizio)                           |                                                                                |
| 6                                                   | classe B (classe D'Estienne d'Orves A-69 type Aviso)                           |
| 4                                                   | Classe Ada (4 in servizio)                                                     |
| Fast attack craft and missile boat (27 in servizio) |                                                                                |
| 6                                                   | Kılıç II class fast attack craft / missile boat                                |
| 3                                                   | Kılıç class fast attack craft / missile boat                                   |
| 2                                                   | Classe Yıldız fast attack craft / motocannoniera missilistica                  |
| 4                                                   | Classe Rüzgar fast attack craft / motocannoniera missilistica                  |
| 4                                                   | Classe Doğan fast attack craft / motocannoniera missilistica                   |
| 8                                                   | Kartal class fast attack craft / missile boat                                  |
| Patrol craft (16 in servizio)                       |                                                                                |
| 6                                                   | AB-25 class (Türk tipi) patrol craft                                           |
| 4                                                   | PGM71 class patrol craft                                                       |
| 5                                                   | K class patrol boat                                                            |
| 1                                                   | T class patrol boat                                                            |
| Cacciamine (20 in servizio)                         |                                                                                |
| 6                                                   | Aydın class mine hunters                                                       |
| 5                                                   | Engin class mine hunters                                                       |
| 4                                                   | F class mine sweepers                                                          |
| 5                                                   | S class mine sweepers                                                          |
| Navi anfibie (45 in servizio)                       |                                                                                |
| 1                                                   | Osman Gazi class Landing Ship Tank                                             |
| 2                                                   | Saruca Bey class Landing Ship Tank                                             |
| 2                                                   | Ertuğrul class Landing Ship Tank                                               |
| 24                                                  | ç-117 class Landing Craft Tank                                                 |
| 16                                                  | ç-302 class Landing Craft Mechanized                                           |

### Sottomarini
| Sottomarini (14 in servizio) |                                |
| 4                            | classe Gür Type 209T2/1400     |
| 4                            | classe Preveze Type 209T1/1400 |
| 6                            | classe Atılay Type 209/1200    |
| 6                            | classe Reis Type-214TR         |

## Mezzi Aerei
Sezione aggiornata annualmente in base al World Air Force di Flightglobal del corrente anno. Tale dossier non contempla UAV, aerei da trasporto VIP ed eventuali incidenti accorsi durante l'anno della sua pubblicazione. Modifiche giornaliere o mensili che potrebbero portare a discordanze nel tipo di modelli in servizio e nel loro numero rispetto a WAF, vengono apportate in base a siti specializzati, periodici mensili e bimestrali. Tali modifiche vengono apportate onde rendere quanto più aggiornata la tabella.
| Aeromobile                           | Origine     | Tipo                                                        | Versione (denominazione locale) | In servizio (2024) | Note | Immagine |
| Aerei da pattugliamento marittimo    |             |                                                             |                                 |                    | |          |
| ATR 72 MPA                           | Italia      | aereo da pattugliamento marittimo                           | ATR 72-600T MPA                 | 4                  | 6 ordinati. Il primo esemplare è stato consegnato l'8 ottobre 2020. Il secondo esemplare è stato consegnato a marzo 2021, terzo e quarto il 16 dicembre dello stesso anno.                                                                       |          |
| CASA CN-235 MPA                      | Spagna      | aereo da pattugliamento marittimo                           | CN-235-100MPA                   | 6                  | 6 CN-235-100MPA consegnati. |          |
| Aeromobili a pilotaggio remoto - UAV |             |                                                             |                                 |                    | |          |
| Bayraktar TB2                        | Turchia     | UCAV                                                        | TB2                             | 10                 | 10 TB2 in servizio all'agosto 2022. |          |
| TAI Anka                             | Turchia     | UAV                                                         | Anka-BAnka-S                    | 4                  | 4 Anka-B e 4 Anka-S in servizio all'agosto 2022. |          |
| TAI Aksungur                         | Turchia     | UCAS                                                        | Aksungur                        | 3                  | 1 Aksungur consegnato il 20 ottobre 2021, il secondo esemplare il 28 marzo 2022 ed il terzo il 4 agosto dello stesso anno. |          |
| Aerei da trasporto                   |             |                                                             |                                 |                    | |          |
| ATR 72                               | Italia      | aereo da trasporto                                          | ATR-72-600TMUA                  | 3                  | 2 ATR 72-600TMUA (Turkish Maritime Utility Aircraft) versione da trasporto utility dotata di radio, IFF e area con tavoli tattici. Consegnati tra il 23 luglio e l'agosto 2013. Un ulteriore ATR 72T-600TMUA è stato consegnato il 1 marzo 2021. |          |
| Aerei da addestramento               |             |                                                             |                                 |                    | |          |
| SOCATA TB-20 Trinidad                | Francia     | aereo da addestramento                                      | TB-20                           | 7                  | 7 TB-20 consegnati a partire dal 1995. |          |
| Elicotteri                           |             |                                                             |                                 |                    | |          |
| Agusta-Bell AB 212 ASW               | Stati Uniti | elicottero antisommergibileelicottero da guerra elettronica | AB 212 ASW AB 212 EW            | 12                 | |          |
| S-70B Seahawk                        | Stati Uniti | elicottero antisommergibile                                 | S-70B-2 Seahawk                 | 23                 | |          |
| Bell AH-1 SuperCobra                 | Stati Uniti | elicottero d'attacco                                        | AH-1W                           | 10                 | 10 AH-1W ex Aviazione dell'Esercito turco trasferiti a Marzo 2022, per essere imbarcati sulla nuova portaeromobili TCG Anadolu. |          |

### Aeromobili ritirati
- Grumman S-2A Tracker - 4 esemplari ex Koninklijke Marine in servizio dal 1968 al 1993.[12]
- Grumman S-2E Tracker - 30 esemplari ex US Navy ritirati nel 1993.[12]

## Gradi
I gradi della marina turca sono uguali a quelli dell'esercito e delle altre forze armate turche eccetto per gli ammiragli che fanno parte degli ufficiali generali ma hanno denominazione particolare. Per quanto riguarda gli altri ufficiali invece, le denominazioni dei gradi sono uguali a quelli degli altre forze armate turche ma preceduti dal prefisso “deniz” che significa “di mare”. Il titolo di büyükamiral, che letteralmente significa grande ammiraglio, viene conferito unicamente dall'Assemblea nazionale solo ad un ufficiale ammiraglio che abbia guidato con successo la vittoria di una grande flotta in una guerra. Durante il periodo dell'Impero ottomano i comandanti generali della marina turca  avevano il titolo tradizionale di kapudan-i derya (capitan pascià), carica abolita il 13 marzo 1867, anno di fondazione del Ministero della Flotta Ottomana. Da quel momento, fino alla successiva ristrutturazione nel 1877, i comandanti in capo della flotta turca furono solo ministri, (al singolare bahriye nazırı), posto poi ricreato col titolo di donanma komutanı cioè di "comandante della flotta". Il titolo di büyükamiral, creato popo la proclamazione della repubblica e mai concesso durante l'epoca repubblicana è omologo nell'esercito al titolo di mareşal, che nella storia della Turchia repubblicana è stato conferito unicamente dalla Grande Assemblea Nazionale Turca a Mustafa Kemal e Fevzi çakmak, quando ancora il titolo era denominato müşir, poi sostituito con il titolo di Mareşal nel 1934.
Il grado di deniz asteğmeni (letteralmente: sottotenente di marina) omologo dell'aspirante guardiamarina della Marina Militare Italiana e dell'ufficiale di complemento delle forze armate italiane è un ufficiale della riserva scelto tra i laureati delle università turche. La loro ferma dura dodici mesi e dopo otto mesi di servizio ottengono la promozione a deniz asteğmeni (letteralmente: tenente di marina) omologo del guardiamarina della Marina Militare Italiana. In caso di guerra gli ufficiali della riserva vengono richiamati in servizio e possono raggiungere il gradi di deniz albay (colonnello di marina o capitano di vascello). Il grado di deniz teğmen è quello più basso tra gli ufficiali che escono dall'accademia navale turca. Nella marina turca commodoro non è un grado ma una posizione funzionale e corrisponde al comandante superiore della Marina Militare Italiana; generalmente tale posizione viene assunta da un deniz albayı, ma può essere assunta anche da gradi inferiori tra gli ufficiali superiori che vengono posti al comando di una formazione navale.
Il grado di oramiral (ammiraglio d'armata) è riservato al Comandante in capo della Marina militare turca e al comandante in capo della squadra navale; Se il capo di stato maggiore delle forze armate turche proviene dalla Marina turca assume il grado di genelkurmay başkanı: tale posizione generalmente è occupata da un generale dell'Esercito turco, ma quando tocca a un ufficiale della marina turca continua ad indossare l'uniforme della propria forza armata turche e per distinguerlo della posizione ha le controspalline dell'uniforme estiva ricamata in pizzo, mentre l'uniforme invernale ha il distintivo della manica con l'ampia striscia ricamata e decorata con foglie.
| Ufficiali | Ufficiali    | Ufficiali           | Ufficiali | Ufficiali | Ufficiali | Ufficiali | Ufficiali   | Ufficiali    | Ufficiali     | Ufficiali     | Ufficiali      | Ufficiali    | Ufficiali      | Ufficiali                   |
| Nazione   | OF-10        | OF-9                | OF-9      | OF-8      | OF-7      | OF-6      | OF-5        | OF-4         | OF-3          | OF-2          | OF-1           | OF-1         | OF-D           | Ufficiale cadetto           |
| --------- | ------------ | ------------------- | --------- | --------- | --------- | --------- | ----------- | ------------ | ------------- | ------------- | -------------- | ------------ | -------------- | --------------------------- |
| Turchia   | Büyük amiral | Genelkurmay Başkanı | Oramiral  | koramiral | tümamiral | tuğamiral | deniz albay | deniz yarbay | deniz binbaşı | deniz yüzbaşı | Deniz üsteğmen | deniz teğmen | deniz asteğmen | Nessun distintivo nahriyeli |

| Sottufficiali e comuni | Sottufficiali e comuni    | Sottufficiali e comuni | Sottufficiali e comuni    | Sottufficiali e comuni | Sottufficiali e comuni | Sottufficiali e comuni | Sottufficiali e comuni | Sottufficiali e comuni | Sottufficiali e comuni | Sottufficiali e comuni | Sottufficiali e comuni | Sottufficiali e comuni | Sottufficiali e comuni | Sottufficiali e comuni |
| Nazione                | OR-9                      | OR-8                   | OR-7                      | OR-7                   | OR-6                   | OR-6                   | OR-6                   | OR-5                   | OR-5                   | OR-4                   | OR-3                   | OR-3                   | OR-2                   | OR-1                   |
| ---------------------- | ------------------------- | ---------------------- | ------------------------- | ---------------------- | ---------------------- | ---------------------- | ---------------------- | ---------------------- | ---------------------- | ---------------------- | ---------------------- | ---------------------- | ---------------------- | ---------------------- |
| Turchia                | astsubay kıdemli başçavuş | astsubay başçavuş      | astsubay kıdemli üstçavuş | astsubay üstçavuş      | astsubay kıdemli çavuş | astsubay çavuş         | astsubay astçavuş      | kadelemi uzman çavuş   | uzman çavuş            | çavuş                  | kedelemi uzman onbaşı  | uzman onbaşı           | onbaşı                 | Nessun distintivo er   |